# Kathy Kelly (1963)
Kathleen Anne Kelly (* 6. března 1963, Leominster, Massachusetts, USA) je členkou kapely The Kelly Family.
Po opuštění kapely v roce 1999 se dala na sólovou dráhu. Již několik let se věnuje gospelům a opeře. V roce 2007 se opět vrátila ke kapele, se kterou zůstala až do jejich rozpadu. V letech 2011 a 2012 absolvovala společné turné „Stille Nacht“, na kterém se znovu sešlo několik členů bývalé hudební skupiny.